# Isa Rodrigues
Isa Rodrigues, nome artístico de Elisa Rodrigues Correia de Mello (São Paulo, 17 de julho de 1927 — Rio de Janeiro, 15 de dezembro de 2015) foi uma atriz brasileira. Filha dos também atores Alzira Rodrigues Bouza e Benito Rodrigues Bouza, começou a carreira cantando, dançando e sapateando no teatro, no final da década de 1930, o que lhe rendeu o título de "Shirley Temple Brasileira".
Iniciou no teatro por muita insistência da companhia teatral onde seus pais trabalhavam, pois os mesmos queriam que ela apenas se dedicasse aos estudos. Mas, bastou a primeira apresentação para que se convencessem do contrário, pois a menina prodígio, como passou a ser chamada, foi trisada e aplaudida de pé, inclusive por Carmem Miranda, que estava na plateia.
Contracenou com Dercy Gonçalves, Oscarito, Grande Otelo, Antônio Carlos Pires, dentre tantos outros amigos queridos. Atuou em teatro e teatro de revista em grande parte de sua carreira, pois o palco era sua escola e sua preferência por atuar. Fez alguns trabalhos no cinema e na televisão, onde, também, alcançou grande sucesso, especialmente na TV Excelsior.
Despediu-se dos palcos e do público em 1985 com a peça Viva a Nova República apresentada no teatro do Copacabana Palace.
Após a despedida dos palcos, Isa se dedicou integralmente a família. Em 1990, com a morte do marido, também ator, Carlos José Correia de Mello, decidiu mudar-se para o Retiro dos Artistas, onde viveu até a sua morte.

## Filmografia

### Cinema
| Ano  | Título                 | Personagem      |
| ---- | ---------------------- | --------------- |
| 1976 | O Sexomaníaco          | Amiga           |
| 1962 | Três Colegas de Batina | Mulher da rádio |
| 1960 | E Eles Não Voltaram    | —               |
| 1960 | Marido de Mulher Boa   | Virgínia        |
| 1956 | Eva no Brasil          | Rebeca          |